# Vignevieille
Vignevieille (okzitanisch Vinhavièlha) ist eine französische Gemeinde mit 106 Einwohnern (Stand 1. Januar 2022) im Département Aude in der Region Okzitanien. Sie gehört zum Arrondissement Narbonne und zum Kanton Les Corbières.

## Lage
Das Gemeindegebiet wird vom Fluss Orbieu durchquert, in den hier der Sou mündet. Die Gemeinde ist Teil des Regionalen Naturparks Corbières-Fenouillèdes.
Nachbargemeinden von Vignevieille sind Lairière im Norden, Saint-Martin-des-Puits im Nordosten, Termes im Südosten und Salza.

## Bevölkerungsentwicklung
| Jahr      | 1962 | 1968 | 1975 | 1982 | 1990 | 1999 | 2013 |
| Einwohner | 92   | 112  | 95   | 78   | 75   | 72   | 99   |

## Sehenswürdigkeiten
- Burgruine Durfort, siehe auch: Katharerburgen

## Persönlichkeiten
- Olivier de Termes (um 1200–1274), Seigneur de Vignevieille